# Solférino
Solférino é uma comuna francesa na região administrativa da Nova Aquitânia, no departamento Landes. Estende-se por uma área de 100,75 km². Em 2010 a comuna tinha 325 habitantes (densidade: 3,2 hab./km²).